# Taborio Village (ort, lat 1,36, long 173,05)
Taborio Village är en ort i Kiribati.   Den ligger i örådet Tarawa och ögruppen Gilbertöarna, i den sydöstra delen av landet, 9 km öster om huvudstaden Tarawa. Taborio Village ligger 10 meter över havet och antalet invånare är 955.
Terrängen runt Taborio Village är mycket platt.  Närmaste större samhälle är Tarawa, 9,1 km väster om Taborio Village. 